# 哈林搖 (迷因)
哈林搖是網路現象而興起的舞步，一位蒙面人在4個8拍的節奏內獨自舞動後，其他人加入狂歡熱舞。該舞步始於一段於2013月1月30日上傳的影片，其後9天內相繼出現超過11,000段仿傚的熱潮，觀看次數仍在成長中。

## 外部連結
- Original video（页面存档备份，存于）
- the Harlem Shake （页面存档备份，存于）
- 哈林摇Youtube暴红